# Iberische Oorlog (526-532)

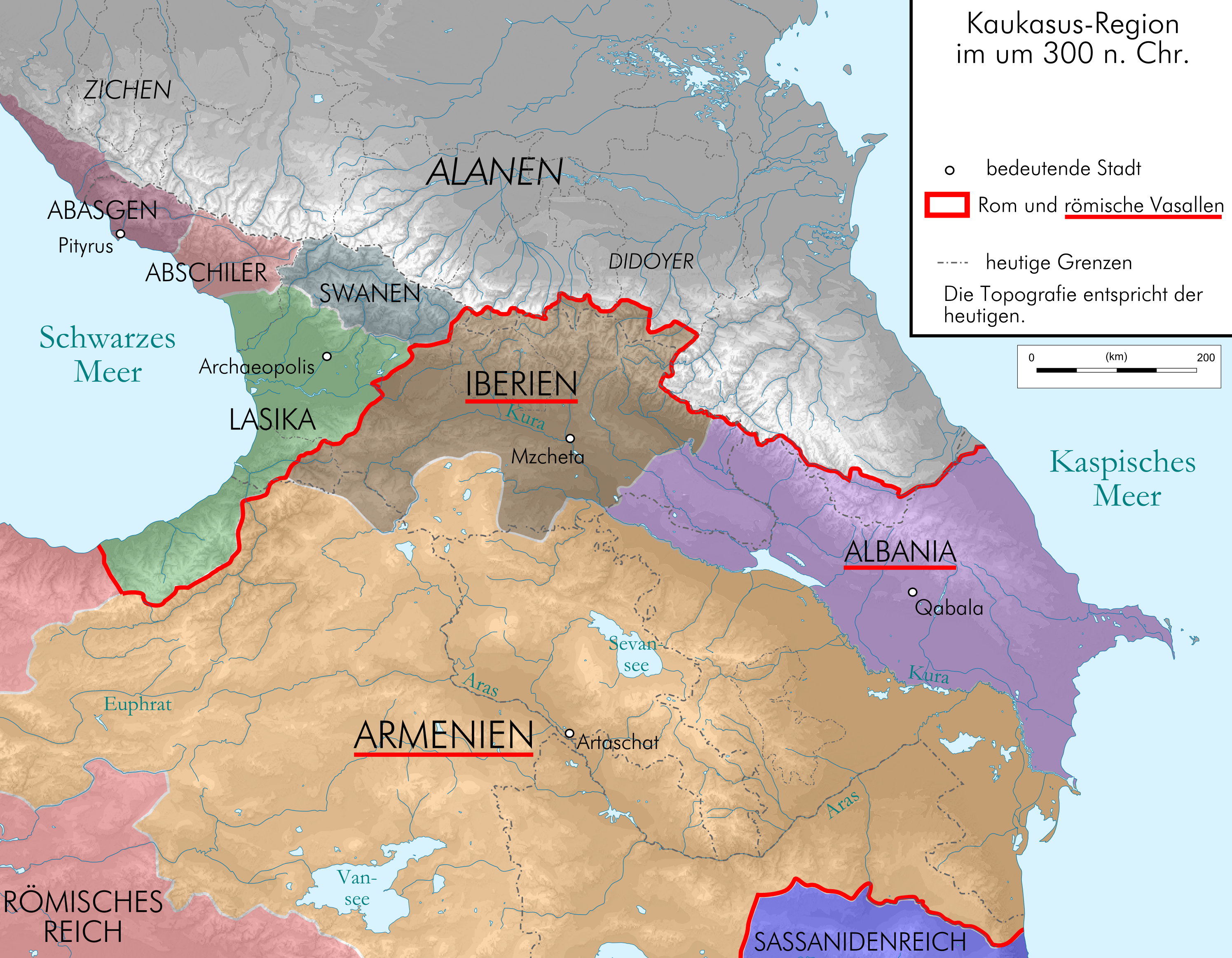
Iberië

De Iberische Oorlog (526-532) was een van de zovele Romeins-Perzische oorlogen over de heerschappij over de Kaukasus. Deze keer draaide het conflict over het koninkrijk Iberië. Koning Vachtang I, stichter van de stad Tbilisi, had begin zesde eeuw partij gekozen voor de Romeinen. Behalve een politiek betrof het tevens een godsdienstig conflict, tussen het christendom en het zoroastrisme.

## Achtergrond
De Sassanidische koning Kavad I had tijdens zijn regeerperiode reeds meermaals hulp gevraagd aan het Byzantijnse Rijk en ook deze keer ving hij bot. Toen hij aan de Byzantijnse keizer Justinus I vroeg of hij zijn zoon Khusro I in bescherming wou nemen, weigerde die.

## Verloop
Schermutselingen tussen de twee landen waren er voortdurend. De nieuwe keizer Justinianus I was minder inschikkelijk en stuurde twee nieuwe magistri militum, Sittas en Belisarius. Er volgden drie veldslagen met wisselend succes, de Slag bij Dara, Slag bij Satala en de Slag bij Callinicum.

## Resultaat
Eind 531 stierf Kavad I en beide partijen gingen aan de tafel zitten. Eeuwige vrede werd ondertekend. De Romeinen betaalden een eenmalige schadevergoeding van 110 centenaria (11.000 pond goud); Iberia bleef in Perzische handen en de Iberiërs die hun land hadden verlaten mochten in Romeinse grondgebied blijven of terugkeren naar hun geboorteland.